# Sacros
Sacros war ein arabisches Gewichtsmaß das als Medizinal- und Apothekergewicht verwendet wurde.
- 1 Sacros = 2 Lot (Wiener = 17,5 Gramm) = 35 Gramm